# Protesto de dezembro de 2005 pela democracia em Hong Kong

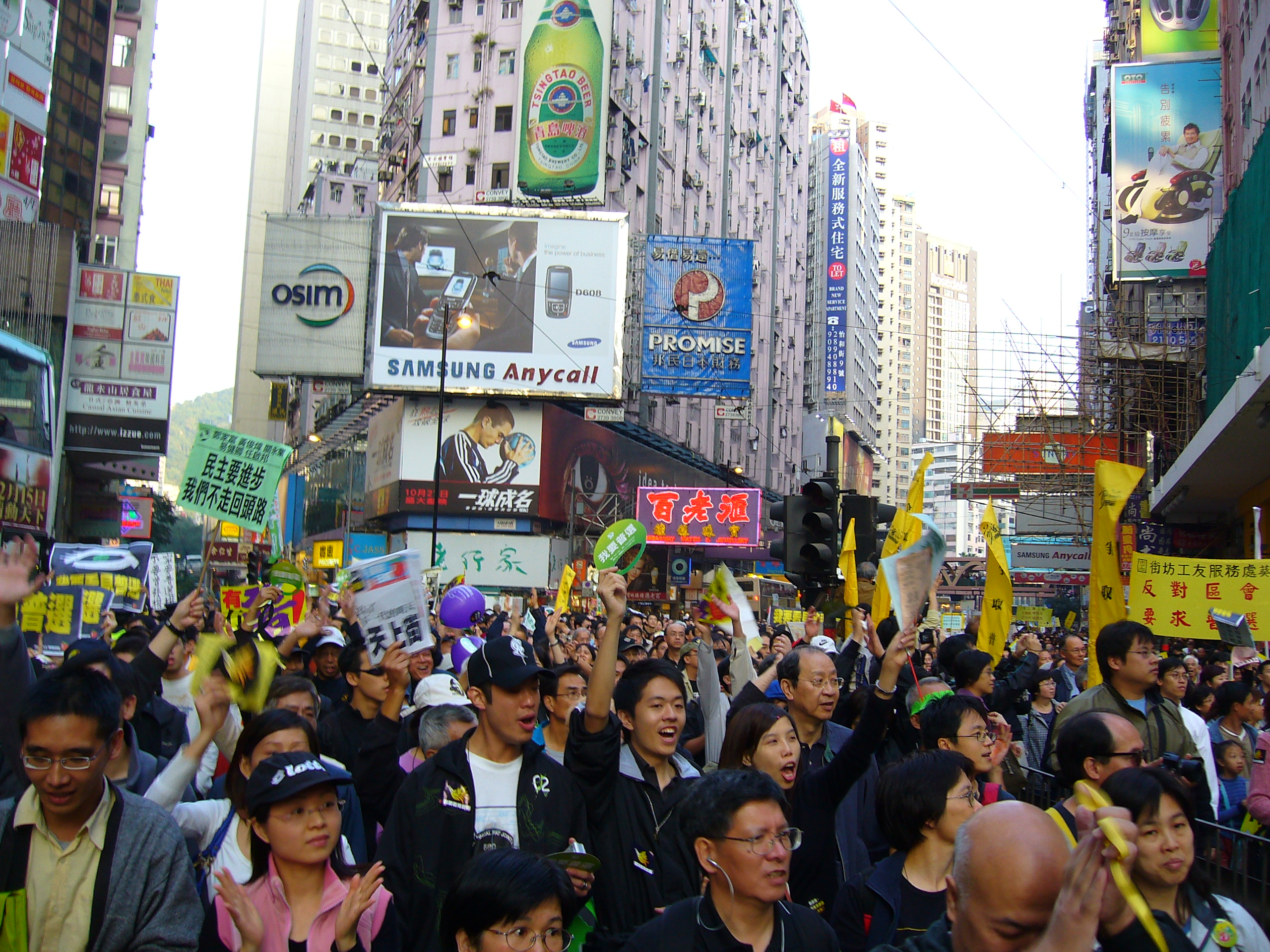
Manifestantes passando pela Yee Wo Street em Causeway Bay.

Em 4 de dezembro de 2005, dezenas de milhares de pessoas em Hong Kong protestaram pela democracia e pediram ao governo que permitisse o sufrágio universal e igualitário. Os manifestantes exigiam o direito de eleger diretamente o chefe do Executivo e todas as cadeiras do Conselho Legislativo. Eles também exortaram o governo a abolir os assentos nomeados dos conselhos distritais, em resposta às limitações da proposta de reforma do governo.
Organizado pela Frente Civil de Direitos Humanos e legisladores pró-democracia, o protesto começou nos campos de futebol do Victoria Park. A marcha, do parque em direção à sede do Governo Central na Central, começou às 15h.
Houve várias estimativas de comparecimento da multidão variando de 63 000 a mais de 250 000, dependendo da fonte.